# Панкрацкая тюрьма

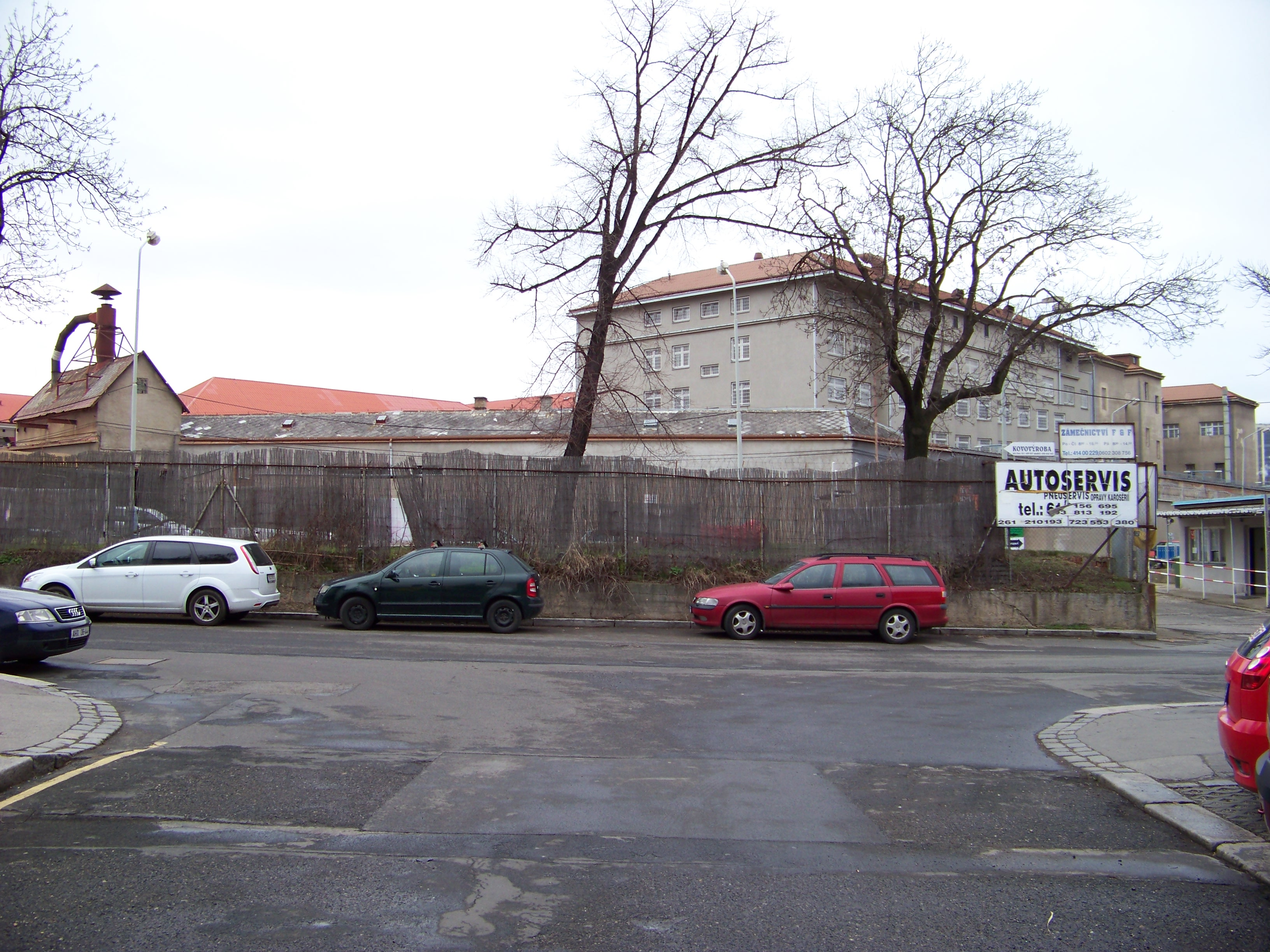
Здание тюрьмы

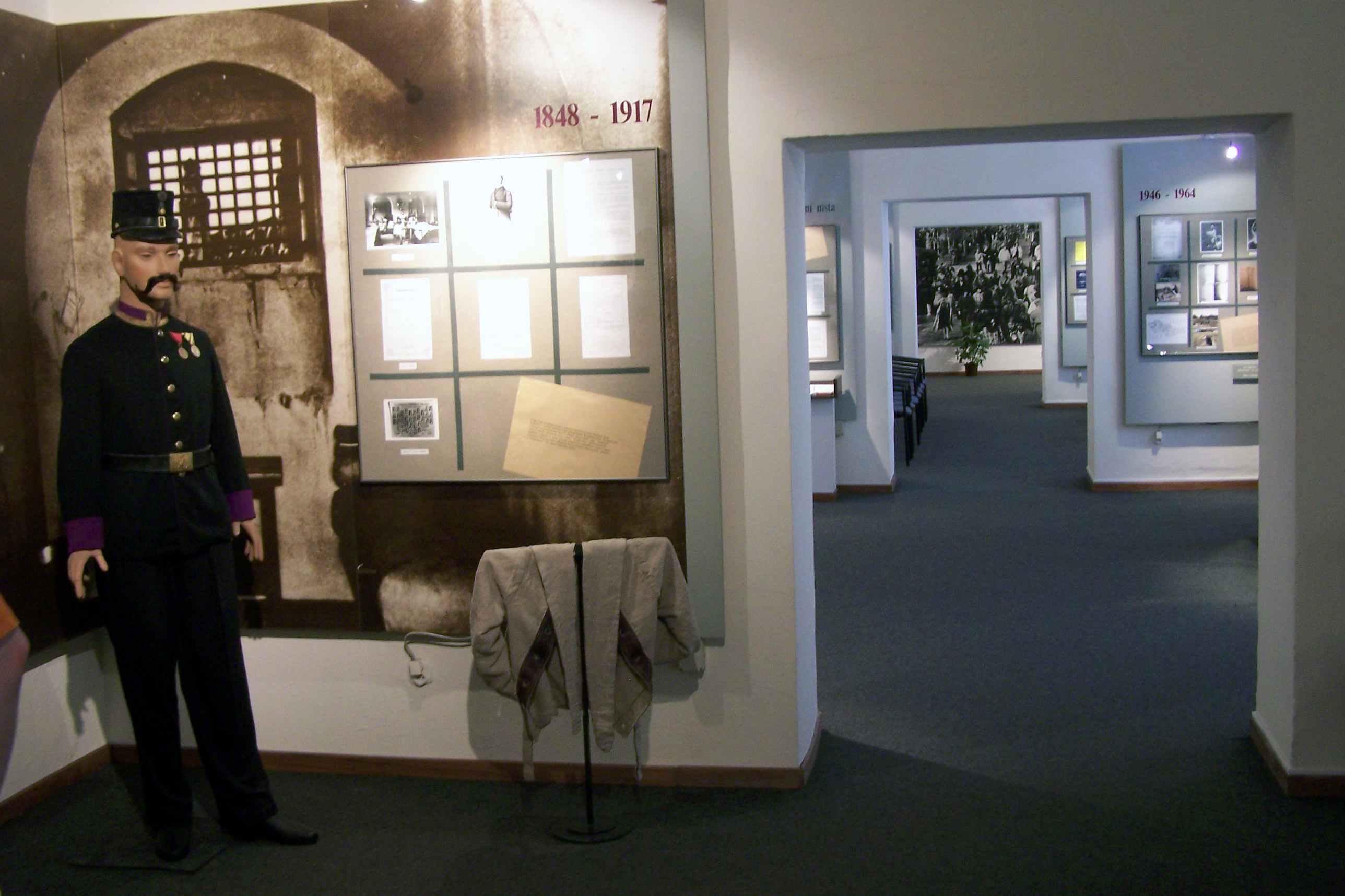
Музей в тюрьме

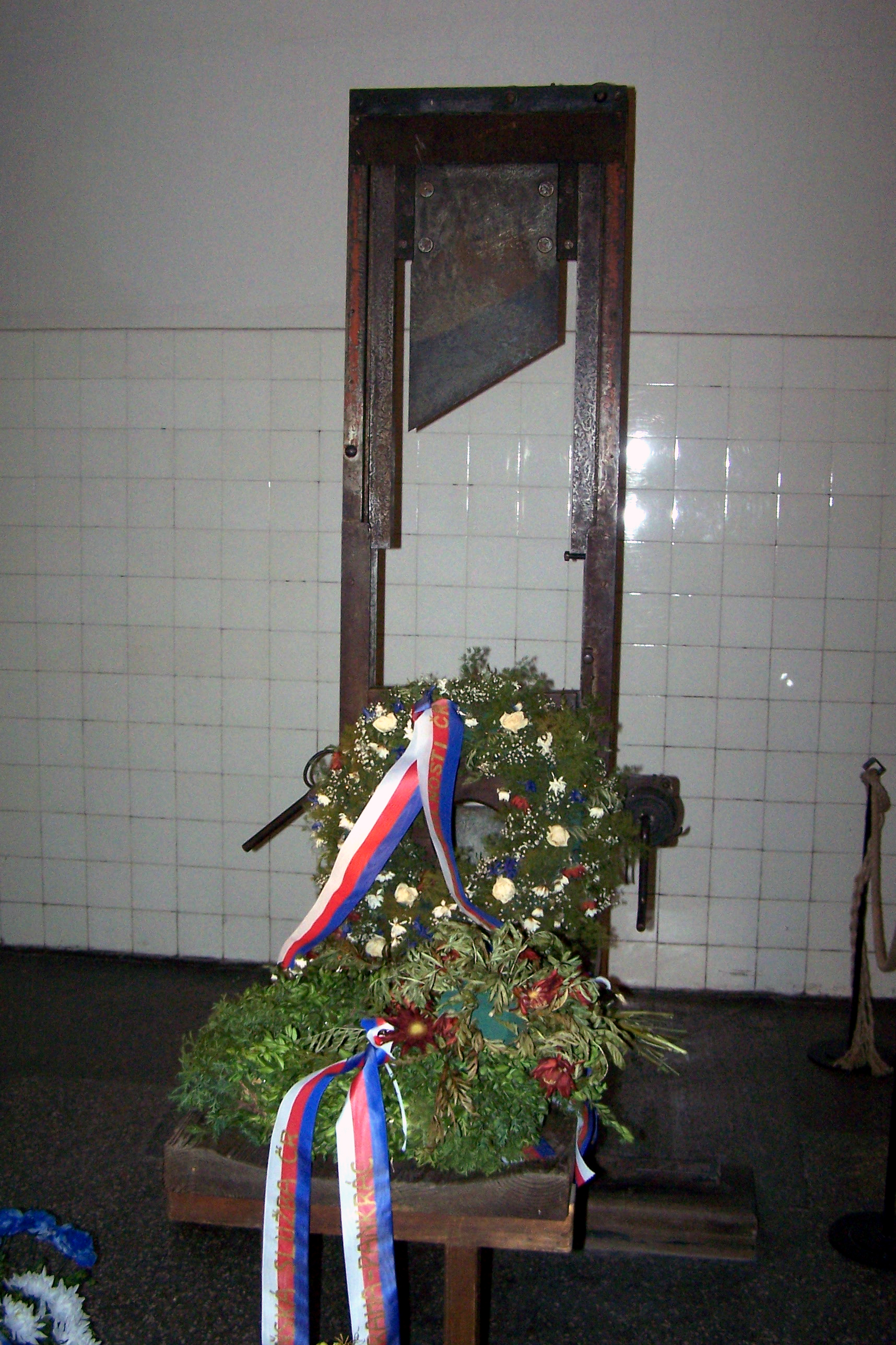
Гильотина с поминальными венками

Панкрацкая тюрьма — тюрьма в районе Панкрац в Праге. В настоящее время используется как следственный изолятор и как тюрьма для отбывающих наказание. Поблизости находится здание Дворца правосудия, в котором расположен Верховный суд Праги; здания соединены подземным тоннелем.

## История
Была построена в 1889 году. Сначала была запланирована на 800 заключенных. Затем была расширена и ее вместимость составила 1169 заключенных, она стала главной тюрьмой Чехословакии.
Во время нацистской оккупации страны в 1939—45 годах тюрьма использовалась гестапо для заключения участников движения Сопротивления. С 5 апреля 1943 года по 26 апреля 1945 года в этой тюрьме были казнены на гильотине 1079 человек (включая 175 женщин). Многие, прошедшие через эту тюрьму, затем были казнены в других местах или погибли в концентрационных лагерях. Одним из самых известных заключенных тюрьмы этого периода был Юлиус Фучик, написавший в ней знаменитый «Репортаж с петлёй на шее».
При коммунистическом режиме, установившемся в Чехословакии с 1948 года, в Пакрацкой тюрьме содержались многие политические заключенные. Там продолжали совершаться казни, в частности, там были повешены Милада Горакова и Рудольф Сланский. Под внутренним двором тюрьмы были найдены кремированные останки не менее 80 человек, казненных и умерших в тюрьме в 1948—1965 годах. Политические заключенные содержались в этой тюрьме и в более поздний период, одним из них был будущий президент Чехии Вацлав Гавел.
В настоящее время в тюрьме содержатся менее 1000 человек. В ней теперь есть помещения для занятий спортом, для богослужений, имеются психологи, плазменные телевизоры. Однако есть планы закрыть эту тюрьму и построить вместо нее более совершенную.
В тюрьме также действуют небольшой музей и мемориал, где, в частности, выставлена гильотина нацистского времени.